# Xambes
Xambes – miejscowość i gmina we Francji, w regionie Nowa Akwitania, w departamencie Charente.
Według danych na rok 1990 gminę zamieszkiwało 320 osób, a gęstość zaludnienia wynosiła 61 osób/km² (wśród 1467 gmin regionu Poitou-Charentes Xambes plasuje się na 697. miejscu pod względem liczby ludności, natomiast pod względem powierzchni na miejscu 1060.).